# Yung Sherman
Аксель Тафвессон (швед. Axel Tufvesson; род. 28 февраля 1995, Стокгольм, Швеция), известен как Yung Sherman — шведский диджей и продюсер. Наиболее популярен как член Стокгольмского объединения Sad Boys рэпера Yung Lean, также сотрудничает с творческим коллективом Drain Gang.

## Биография
Аксель Тафвессон родился 28 февраля 1995 года в Стокгольме, Швеция. Создавать музыку Шерман начал в 2012 году в возрасте семнадцати лет. Yung Sherman сначала познакомился с Yung Gud'ом через их общего школьного друга, а затем они встретили Yung Lean'а на общей тусовке. Им нравилась одна и та же музыка, поэтому было принято решение создать музыкальную группу Hasch Boys, состоявшую из Lean’a, Sherman’a и Gud’a, а также других людей, которые позже стали частью Gravity Boys и Shield Gang. Затем участники коллектива (Lean, Sherman и Gud) начали терять интерес к «Hasch Boys». В результате чего на свет появился творческий коллектив «Shemene Boys», в состав которого вошли Yung Lean, Yung Sherman и Yung Gud. Позднее название группы изменилось на «Sad Boys». К 2012 году Yung Gud и Yung Sherman начали заниматься написанием музыки для песен Yung Lean, который загружал большинство из них в свой профиль на SoundCloud.
Аксель получил псевдоним Yung Sherman, благодаря Yung Gud, по словам Gud’а, он обратил внимание на надпись «Ben Sherman» на рубашке Акселя и назвал его Yung Sherman.
9 марта 2017 года он выпустил первый официальный альбом Innocence, затем в этом же году, 26 сентября — второй  альбом Innocence V2.
За последние годы Шерман продолжает быть малопродуктивным. В 2020 году он принял участие в создании музыки к альбому Yung Lean'а Starz. В 2021 году также участвует в создании музыки для проекта Blue Summer от шведского продюсера Woesum'а. Последнее продюсирование было на новом микстейпе Stardust от Yung Lean (трек Nobody else).

## Дискография

### Студийные альбомы
- Innocence (2017)
- Innocence [V2] (2017)